# Tracheloptyx antarctica
Tracheloptyx antarctica är en mossdjursart som beskrevs av Hayward 1993. Tracheloptyx antarctica ingår i släktet Tracheloptyx och familjen Smittinidae. Inga underarter finns listade i Catalogue of Life.